# Liz Weekes
Pour les articles homonymes, voir Weekes.
Elizabeth Jane Weekes dite Liz Weekes, née le 22 septembre 1971 à Sydney, est une joueuse de water-polo australienne.
Joueuse de l'équipe d'Australie de water-polo féminin, Liz Weekes est sacrée championne olympique aux Jeux d'été de 2000 à Sydney.
Elle est mariée au rameur d'aviron Robert Scott.